# アウトブレイク・カンパニー 萌える侵略者
『アウトブレイク・カンパニー 萌える侵略者』（アウトブレイク・カンパニー もえるしんりゃくしゃ、Outbreak Company）は、榊一郎による日本のライトノベル。イラストはゆーげんが担当している。講談社ラノベ文庫（講談社）より2011年12月から2018年8月まで刊行された。第1巻は講談社ラノベ文庫の創刊タイトルの1つである。略称は「OBC」。
メディアミックス展開として、コミカライズ版が『good!アフタヌーン』（講談社）にて2012年11月号より梶谷きりの作画で連載されている。また、スマートフォン用アプリ「嫁コレ」にも一部キャラクターが登場している。さらに、2013年5月にアニメ化企画が進行中であることが発表され、同年10月から12月にかけて放送された。日本国外においては、尖端出版（台湾）より翻訳版が刊行されている。

## あらすじ
小説第1巻
加納慎一は自宅警備員として生活していたが、およそ1年間に及ぶその生活は親によって強制的に終了させられた。そんな慎一が切羽詰まった挙句、就活で手にしたのはドラゴンが普通に空を飛ぶ異世界でオタク文化を紹介し、広める仕事だった。拉致に近い状態で慎一が連れてこられた神聖エルダント帝国では、出会ったハーフエルフのミュセル・フォアランや帝国の皇帝であるペトラルカ・アン・エルダント三世と仲良くなり、自衛官の古賀沼美埜里が護衛についた慎一の仕事は順調に滑り出したかに思えた。そんな矢先、過激組織によるテロ事件が発生する。果たして慎一は、「萌え」で世界を改革できるのか。
小説第2巻
憂国士団による籠城事件をどうにか解決した慎一たち。学校も無事に始まり、再び平和な日常が戻ってきた。しかし、神聖エルダント帝国は今も戦争状態。ある日1人の少女が自衛隊によって捕まえられた。エルビア・ハーナイマンと名乗る少女は隣国バハイラム王国からのスパイだった。一度は神聖エルダント帝国に引き渡されるエルビアであったが、慎一の説得によりアミュテック社専属のお抱え絵師として雇うことに。新たなメンバーを迎えいれた慎一だったが、さらに別の問題が発生する。生徒の1人がオタク文化にのめり込み、中毒症状を起こしたのだ。その時慎一の脳裏にはアレッシオに言われた言葉が蘇っていた――「この侵略者め！」政府の裏の意図に気付いた慎一が取った行動に、日本政府側も冷酷な反応を返す。そして事態はプロ対プロの本気の戦いに発展していくことに――。
小説第3巻
日本政府による暗殺行為を回避した慎一は再び新たな壁にぶつかった。それは開校当初から続くエルフとドワーフの争い、亜人種の立場の低さなど神聖エルダント帝国が抱える特有の人種問題だった。またオタク文化においても、いまいち受けの良くないジャンルが出てきてしまっていた。そこで諸々の問題を解決するために慎一が神聖エルダント帝国に1つの提案をする。それはサッカーの御前試合を行うことだった。かくして神聖エルダント帝国初のサッカー大会が開催されることになったものの、やっぱり魔法が当たり前の世界。サッカーに魔法を組み込んだらとんでもないことになっちゃった。ブルークの妻も登場する第3巻、果たしてこの超絶スーパー・サッカーを制するのはどのチームなのか。
小説第4巻
サッカー大会も終了しアミュテック社に再び平穏な日々が戻ってきた……はずだったが、局長の的場甚三郎が慌てた様子で飛び込んできた。どうやら日本政府への提出用に撮られた記録映像が、YouTubeを通じて全世界に流出してしまったようだ。首相や官僚は犯人探しに夢中、流出した映像は回収する手段がない。神聖エルダント帝国の存在を隠しておきたい日本政府は窮地に追い込まれていた。そこで一連の騒動を収束すべく慎一が思いついたのは、疑似ドキュメンタリーの撮影だった。ということで、神聖エルダント帝国初の映画が作成されることに。その過程で美埜里の意外な特技と過去が明らかになる――。
小説第5巻
目を覚ますとそこは知らない天井だった。神聖エルダント帝国に連れてこられた時と似たような状況に混乱する慎一。そこにアマテナ・ハーナイマンと名乗る女性が現れた。「ここはバハイラム王国だ」。慎一はバハイラム王国に誘拐されてしまったのだ。一方、神聖エルダント帝国でも慎一が誘拐されたことで騒ぎが起きていた。ところが神聖エルダント帝国は長年争いを繰り広げている敵国のため、日本政府はアミュテック社の支配人を挿げ替えるための口実として利用するため、誰も慎一を助けに行こうとはしない。そんな双方の態度に憤りを感じたミュセルは、独力で慎一を救出することを決意する。果たしてミュセルを中心とした数人の志願者で慎一を救出することはできるのか。
小説第6巻
オタク文化を浸透させようと創設したアミュテック社に新たなメンバーである綾崎光流が加わった。容姿端麗、コミュニケーション抜群という完璧超人、さらにアニメや漫画にも詳しいことから、宮廷でも学校でも人気者に。そんな光流が新たに日本から持ち込んだトレカとゲームが神聖エルダント帝国のオタク化をさらに加速させる……ところまでは良かったものの、光流の手によってわざとゲームバランスを崩されたトレカ、終わりのないやり込み型のエロゲによって再び中毒症状を起こす生徒が出始めた。時を同じくして神聖エルダント帝国内でも誘拐事件が発生する。誘拐現場に残っていた魔章水晶が映し出したものは、光流が持ち込んだエロゲの中でペトラルカに似た1人の少女が凌辱を受けているという場面だった――。
小説第7巻
美埜里の溜まりに溜まった休暇を消化するために、アミュテック社のメンバー達はバカンスを楽しむべく神聖エルダント帝国の湖を訪れた。みんなの水着にドキドキしつつも休暇を楽しむ慎一だったが、視界の片隅で何かが光った気が……どうやら誰かに狙われているようだ。バカンスの話の他にも、ミュセルの生い立ちの話や美埜里のBLが爆発する話の3本を収録した短編集をどうぞ。
小説第8巻
アミュテック社が運営するオタク文化養成学校では、魔法でフィギュアを動かす遊びが流行っていた。また、ロミルダの父親が経営しているドワーフの大工房を見学した慎一は、ドワーフの持つ超絶的な技に度肝を抜いていた。ある時慎一のもとに神聖エルダント帝国から依頼が届く。依頼内容はペトラルカの安全を図る方法。そこで慎一はいまだかつて神聖エルダント帝国にはなかった新技術の開発を決意する。同じ頃神聖エルダント帝国内では、魔力が一時的に低下する現象が発生していた。とはいっても一時的に魔法が使えなくなるだけで、実害が出ているわけでもなく対策は後回しになっていた。ところがある日、今までとは比べ物にならないほど魔力が低下し、魔力の影響を強く受けるエルフやドワーフが一斉に眠りにつくという事態が発生した。その怪事件の原因は意外なところにあった。
小説第9巻
アミュテック社の総支配人を務める慎一の元に、人気ラノベ作家で父親の加納省吾が緊急入院し、作品が無期限延期になったという情報が入ってきた。神聖エルダント帝国に連れ込まれてから1年近く家族と連絡を取っていなかった慎一だが、放ってはおけず日本への一時帰宅を決意する。日本政府の手によって慎一が神聖エルダント帝国に戻れなくなることを心配したペトラルカたちは、護衛として美埜里の他にミュセルとエルビアを派遣する事を自衛隊に同意させ、晴れて日本への一時帰国が実現した。しかし、その行動は単なる一時帰国から命を狙われる大騒動に発展することになる。
小説第10巻
加納省吾が緊急入院したという情報が入り、急きょ日本へ帰国した慎一。父親の無事を確認した慎一は、護衛としてついてきたミュセルやエルビア、そしてお忍びでついてきてしまったペトラルカにオタク文化の聖地を紹介するべく秋葉原へ繰り出すことに。しかし、そこで待っていたのは列強・米、露、中の秘密部隊たちだった。秋葉原から脱出する途中で美埜里がロシアの手に落ちてしまい、慎一たちもまたアメリカの諜報員に誘拐されかける。諜報員の手から逃げ出す途中で出会った有賀礼人の力も借り、どうにか慎一の家にたどり着いた一行だったが、今度は謎の部隊に家を囲まれていることが判明する。果たして慎一たちは列強3国の力を前に、美埜里を奪還しエルダント帝国に戻ることはできるのか。

## 登場人物
声優はテレビアニメ、ドラマCD共通のもの（ドラマCDに出演していない人物に関してはテレビアニメのみ）。他において異なる場合は併記。

### 主要人物
加納 慎一（かのう しんいち）
声 - 花江夏樹、内田真礼（幼少期）
本作の主人公。日本出身。幼馴染に告白したが、失敗したため、茫然自失してしまい、自宅警備員となった。それゆえ、学校に籍は置いていたものの通ってはいなかった。そんな生活を1年余り続けていたが両親の我慢が限界に達し、復学する・就職する・離縁するの三択を迫られ、自宅警備員の生活と別れを告げた。
現在は「総合エンターテイメント商社アミュテック社」の総支配人として、神聖エルダント帝国に半ば強制的に連れてこられた。そこで文化力に乏しい神聖エルダント帝国にオタク文化を広めるために日々活動している。
体力こそ人並みだが、観察力や判断力に優れた一面があり、窮地においても最適な解決方法を見出すことができる他、ミュセルから学んだ一部の魔法を使用することも可能。また、ミュセルに日本語を教える傍ら、彼女からエルダント語を習っており、片言ながらも意思疎通が可能なレベルでエルダント語をしゃべることができる。
4人家族で、ラノベ作家の父と元エロゲンガーの母、2つ年の離れた兄よりも遥かに出来のいい妹・紫月がいる。
オタク文化を貶す者は目上の人間であろうと反駁するほどのオタク文化の愛好者。基本的にどのジャンルも受け付けられるが、妹キャラは馴染めずにいる。また、男の娘のジャンルも苦手。
ミュセル・フォアラン
声 - 三森すずこ
本作のヒロインの一人。メイドとして慎一の世話役をしている少女。年齢は16歳。神聖エルダント帝国に雇われている。
ハーフエルフという理由から人間やエルフからあまりいい目で見られていない。このため普段は特徴的なエルフ耳を隠すようにして生活している。当初は慎一の前でも耳を隠していたが、慎一がハーフエルフであることを責めなかったことから普段生活している洋館では耳を隠さなくなった。献身的で控えめな性格で、自分以外の亜人種に対しても分け隔てなく接そうとする慎一を一途に慕っている。複雑な家庭の事情から、母親とも長年会っていないが、彼女のことは別段嫌ってはいない。
2年ほど兵士をしていたことがあり、数は少ないがいくつかの魔法を扱える。特に、攻撃魔法はかなりのものであると作中で明言されている。
神聖エルダント帝国で最初に日本語をマスターした人の一人。慎一からもらったひらがなの書かれた一覧表を大切に扱っている。最初は一覧表を元に独学で勉強していたが、慎一が勉強を手伝うようになってから急速に日本語を覚え始めた。さらにペトラルカとも競うように勉強をするようになってから大幅に日本語が上達している。そのため現在では、アミュテック社が創設したオタク養成のための学校で日本語を教える講師としても活躍している。なお、神聖エルダント帝国の言葉を話すことはできるが、文字を書くことはできない。
ペトラルカには当初、その生い立ちや身分の差から毛嫌いされていた。しかし籠城事件の際、身を挺してペトラルカの命を守ったことによりほぼ対等な立場で見られるようになった。
ペトラルカ・アン・エルダント三世
声 - 渕上舞（テレビアニメ） / 阿久津加菜（嫁コレ）
本作のヒロインの一人。神聖エルダント帝国の皇帝。年齢は16歳。
見た目はかなり幼く、人形のような顔立ちをしている。幼女と呼ばれることを嫌っており、初見で幼女と叫んでしまった慎一を打ち首にしようとした。また胸はあまり大きくない。ペトラルカはそのことを気にしている。
神聖エルダント帝国で最初に日本語をマスターした人の一人。最初はオタク文化に興味を示していたが日本語が理解できなかったため、エルダント城を抜け出しては慎一のところへ向かい漫画の朗読をせがんでいた。その後、日本語をミュセルと競い合いながら覚えるようになった結果、急速に日本語を吸収し日常会話程度の日本語なら魔章指輪なしでも問題ないほどになった。
なお、4巻で作成した映画はペトラルカの黒歴史となっている。

### 日本
古賀沼 美埜里（こがぬま みのり）
声 - 内田真礼
慎一の護衛を担当している女性自衛官。所属は、陸上自衛隊東部方面隊第一技術団で、階級は一等陸士。「婦人自衛官」と書かれることが多いが、BLの話になると「腐人自衛官」と表記が変わる。
Fカップの巨乳の持ち主で柔和な雰囲気を漂わせる童顔だが、緊急事態が発生すると雰囲気が変わる。
前述の担当の都合上、普段から9mm拳銃を携帯している。しかし憂国士団による籠城事件以降、9mm機関けん銃の入ったジュラルミン製スーツケースを持ち歩くようになった。
慎一同様かなりのオタクで、慎一とガリウスによる妖しい妄想を繰り広げるなど、筋金入りの腐女子でもある。BL成分が不足するとBL欠乏症になってしまう（後述のその他における「腐の七日間」を参照）。
両親にとって美埜里は何年も待ってやっと生まれた子供だったが、高齢出産だったために母親はすぐに亡くなってしまった。父親は道場の後継者となる男の子が欲しかったため、美埜里に関心が無かった。そのため、美埜里は幼少時から父親に認めてもらおうと稽古をつけてもらっていた。このことは、美埜里が自衛隊に入隊した理由にも繋がっている。
汗をかきやすい体質らしく、特に腋汗が酷いという意外な一面があり、制汗スプレーを使っていたことが何度かあったが、あまり効果はないようである。
実はいわゆる「ゾンビー・ユニット」（政府の非公然活動要員）。某国での平和維持活動に派遣され、その地で行方不明になり、事実上死亡したことになっている。
的場 甚三郎（まとば じんざぶろう）
声 - 藤原啓治
内閣府直轄の「極東文化交流推進局」で局長を務めている人物。
少し白髪の混じった髪を丁寧に七三に分け、中肉中背の体身長を枯葉色の背広で包んでいる。目が細いため、常に微笑しているかのように感じる。言動にはどこかのんびりとした雰囲気があるが、言いたいことはきっぱりと言うことがある。
アミュテック社が活動する上で必要になる書類の作成や、本などの注文は全て的場が行っている。また、神聖エルダント帝国や日本政府との話し合いに参加することが多いため、慎一のいる洋館にはほとんど顔を出すことが無い。
秋葉原で慎一を面接したのも的場だった。
綾崎 光流（あやさき ヒカル）
日本政府が神聖エルダント帝国へ送り込んできた人物。女性もののコスプレ衣装を着ていることが多いが、男性である。
慎一がバハイラム王国へ連れ去られたことを知った日本政府が二代目総支配人に据えようと考えていたが、慎一が神聖エルダント帝国へ戻ってきたために彼のアシスタントという形で働くことになった。
アニメに詳しく製作者側の都合を多く知っている部分がある一方、オタクを憎んでいる節も見られる。このため、オタク文化を侵略兵器として使われることに全く抵抗がない。
日本政府に短期間で実績を示すため、トレカをわざとゲームバランスを崩した状態で販売したり、やりこみ型のエロゲを制限なく持ち込んだ結果、異常な価格での取り引きや中毒症状を示す生徒が出始め、誘拐事件まで発生してしまった。慎一や美埜里が怒ったのに対し、最初は関係ないという態度をとっていたが、実際に中毒症状を起こした生徒や誘拐現場を見たことで心が変わり、自分の過ちに気付いた。
加納 省吾（かのう しょうご）
9巻に登場。慎一の父親。筆名は「菅野省吾」。
ライトノベル作家をやっており、ライトノベル作家としては著作が多いことで知られている。
慎一同様かなりオタク濃度が濃い。また、ガンマニアでもあり家にはその手のものが沢山ある。
加納 咲子（かのう さきこ）
9巻に登場。慎一の母親。元エロゲの原画師。
小柄で主婦にしては着ている服が多少派手目なものが多い。「年齢より10は若く見られる」というのが自慢。運動不足解消のために総合格闘技を習っており、その腕前はチンピラを鼻歌交じりに蹂躙するほど。
学生時代に専攻していたのはプログラム関係だったため、ゲーム会社にいた時代は原画の他にプログラマーも兼ねていた。そのため、ちょっとしたハッキングをすることができ、GPSを用いた追跡を行うこともできる。
慎一同様かなりオタク濃度が濃い。
加納 紫月（かのう しづき）
9巻に登場。慎一の妹。
襟元あたりで切り揃えたちょっと地味目の髪型で、猫のようなキツい目つきをしている。慎一の友人や知人には兄妹よく似ていると言われることが多い。
加納家の中で唯一オタクの素質が皆無で、オタクを毛嫌いしている。慎一に対しても同様でオタクである兄を冷たくあしらうことも多いが、根は突然失踪した兄を心配するなど兄想いの部分もある。
アラン・スミス
9巻、10巻に登場。在日米軍の工作員。
秋葉原でオタクたちに取り囲まれた慎一たちを助け出したが、実際は日本政府が隠している神聖エルダント帝国の存在を調べ廻っている人物で、慎一たちを助け出したのも米軍基地へ拉致し秘密を聞き出そうとしたのが目的だった。
有賀 礼人（ありが れいと）
9巻、10巻に登場。内閣官房内閣情報調査室に所属する人物で、慎一が在日米軍に拉致されかけていたミュセル達を救出する際に協力をしてくれ、その後も慎一が日本にいる間は幾度となく助けている。彼自身も重度のオタクで、休日は痛車に乗って秋葉原に繰り出す。
「ゾンビー・ユニット」と同様、いつでも切り捨てられるよう書類上は正式な内調の職員ではない。

### 神聖エルダント帝国

#### 人間
神聖エルダント帝国の中で最上級の種族。他の種族と比べて魔力や膂力は劣るものの、まんべんなく能力を備えて弱点らしい弱点を持たなかった結果、最も数多く繁栄して文明や文化を発展させ、国家体制を確立させた。
ガリウス・エン・コルドバル
声 - 三木眞一郎
ペトラルカの傍についている青年。ペトラルカとは遠縁に当たる。
大臣の一人であり、外交と軍事を主に取り仕切る。また、神聖エルダント帝国の騎士でもある。ガリウスの権能は軍全体を掌握しており、総司令官のような立ち位置にある。慎一たちが使用している魔章指輪もガリウスの名義で発行されている。
かなりの美青年だが、同性にしか興味がない。慎一のことがお気に入りの様子。綾崎光流との初対面の際、光流に関心を抱いたことから、慎一はガリウスも女性に興味があったのかと驚いていたが（当初慎一は光流を女性と思い込んでいた）、実際は光流が男性であることを一発で見抜いていただけだった。
最初はオタク文化に一線を引いていたが、ほぼ言いがかりに近い言葉でミュセルを責めていたペトラルカを言葉で黙らせたことにより意識が変わり、オタク文化を受け入れるようになる。最近ではやおい系の本を積極的に読むようになった。
ガリウスの両親とペトラルカの両親は、昔に帝位継承権を巡って争ったことがある。結果は双方共倒れとなり帝位継承権第1位のペトラルカが皇帝の座を継ぎ、ガリウスが摂政の立場につくことで両派閥とも潰されることなく残った。
ザハール宰相
声 - 一条和矢
ペトラルカの傍についている老人。神聖エルダント帝国で経済関係を主に扱っている。
裾の長いローブを身にまとっており、顔はあちこち皺だらけ、さらに目元や口元を隠すほど伸びた眉毛や髭はすっかり白くなっている。日本との文化交流には積極的な姿勢を示している。
エドアルド・テオドロ・ペルティーニ
声 - 山口立花子
アミュテック社が設立した学校に通っている生徒の一人。十代半ばで、カールした金髪が特徴的。
オタク文化にのめり込んでしまい、中毒症状を起こしていた。その症状は他の生徒より深刻で、ライトノベルなどの本を取り上げると屋敷から脱走し、発見されるのはいつも学校で、貴族としての振る舞いや行儀作法、社交ダンスの家庭教師をつけようとすると喚きだし手が付けられなくなるほどだった。現在は慎一からルールを定められたことにより落ち着いた。
学校内でも指折りの優等生で、仮名文字はもちろん、第一水準漢字もいち早く習得した。このため最初はライトノベルの翻訳ばかりしていたが、後に二次創作に手を出した。このことから4巻の映画製作の時に脚本を担当した。
彼の父親バルダレッサ・テオドロ・ペルティーニはエルダント帝王より爵位を賜っている貴族。
アレッシオ
声 - 一条和矢
憂国士団ベイドゥナのリーダー。1巻の終わりで籠城事件を起こした（後述のその他における「憂国士団による籠城事件」を参照）。

#### エルフ・ドワーフ
神聖エルダント帝国において人間の下についている種族。種族全体として見ると人間より格下に位置付けられているが、中には出世をしてそれなりの地位を確立しているものもいる。エルフは魔法力が強く魔法を使うのは得意だが、繁殖力が弱い。また、ドワーフは人間以上の膂力を持ち、子供のうちから身の丈ほどもある戦斧を片手で振り回す。その代わり、背丈が低く実戦では不利になる。双方とも仲が悪く、同じ場に種族が揃うと高確率で喧嘩が勃発する。
ロイク・スレイソン
声 - 髙橋孝治
慎一の設置した学校に通っている生徒の一人。エルフ族の少年。
学校にいるエルフの中では中心的な存在で、日本語の読み書きの成績も上位にいる。当初、ドワーフ族のロミルダとは犬猿の仲だったが、現在は良きケンカ友達と言える間柄となっている。
4巻でドラゴンに襲われそうになり、美埜里に助けられて以来、彼女に執心している。
ロミルダ・ガルド
声 - 本多真梨子
慎一の設置した学校に通っている生徒の一人。ドワーフ族の少女。
神聖エルダント城を建設した際に貢献したドワーフ家の娘で、ドワーフとしては珍しく貴族扱いを受けている。また、ロミルダの父親はマリノスの工房でも最大規模を誇る「ガルド工房」の経営者。
エルフ族のロイクと仲が悪かったが、現在は良きケンカ友達であり、ロイクが暴走した際にはツッコミ役をつとめている。
ロロン・セリオーズ
8巻から登場するドワーフ族の少女。ガルド工房で働いている。ロミルダと同い年で、彼女のことは「お嬢」と呼ぶ。
土傀儡を3体同時に動かすことができる。その高い能力を買われ、「ペトラルカ影武者作成計画」の際に人形を操る大役に抜擢された。
過去に友人と一緒に鳥の世話をしていたが餌やりを一日忘れ、鳥を死なせてしまったことがある。その時に友達や親方から怒られたことがトラウマとなり、それ以降不安を忘れるために自分を規則に縛り付け依存するようになった。8巻の終わりで慎一から説得を受けたことで、規則に依存せず自分の意見を言えるようになった。
ファルメル・フォグロン
ミュセルの母親であるエルフ。エルフは歳のとり方が緩やかな（10代 - 20代頃の時期が長い）ためか、容姿はミュセルと瓜二つである。エルフの大商会「フォグロン家」の出身で、病で亡くなった祖父に代わって当主となり、複雑な事情で15年以上も会っていなかった娘のミュセルを迎えに来る。「先見の目」という未来予知の特殊能力を持っており、それを商才に生かしている。最終的にはミュセルを連れ帰ることを諦め、帰って行った。
ジェイド
慎一が設置した学校に通っている生徒の一人。エルフ族でロイクとよく一緒にいる。
光流が持ち込んだやりこみ型のエロゲにはまってしまい、授業をサボる・片時もゲームを離さないなどの中毒症状を起こしていた。

#### リザードマン
神聖エルダント帝国において最下層に当たる種族。基本的な立ち位置が低いため、エルフなどと違い出世しても高い地位にはつけない。他の種族と違い爬虫類に分類される。強健な肉体を持つが魔力が皆無に等しいうえ、爬虫類という性質から気温によってその能力が上下するという不安定さを抱えている。さらに殺戮を好み、食べるための狩猟以外に、趣味や文化の一端として大規模な狩りを行うことがある。手強い相手を標的にするため、長らく人間の仇敵となっていたが、数百年前に大規模な種族間戦争が起こった際に敗北し、奴隷として人間社会に組み込まれた。
ブルーク・ダーウェン
声 - 富田貴洋
慎一が暮らしている洋館で庭師と力仕事をやっているリザードマンの男性。神聖エルダント帝国に雇われている。
リザードマンであるが故に気温の下がる夜には弱く、夜間に館の廊下の床で眠ってしまい、他の人間に踏まれることも少なくない。
シェリスという妻がいる。昔あった戦争により自分たちの卵が割れてしまったことから、子供を守れないのに妻に卵を産ませるわけにはいかないと考えていたため子供はいない。
神聖エルダント帝国の兵士をしていたことがある。その時にいくつかの功績を残し、リザードマンの地位向上に貢献した。このようなことから部族内では「英雄ブルーク」と呼ばれている。
シェリス・ダーウェン
ブルークの妻にあたるリザードマンの女性。3巻から登場した（アニメではアイキャッチでの登場のみ）。出自は有力なリザードマンの族長の娘である。
ブルークが過去の出来事によりシェリスの前から姿を消してしまったため、長い間連絡を取れずにいたが、慎一たちの計らいによってブルークと復縁した。
現在は慎一の暮らしている洋館でメイドとして働いている。

### バハイラム王国
エルビア・ハーナイマン
声 - 上坂すみれ
ウェアウルフの少女。18歳。三姉妹の末娘。優秀な姉たちにコンプレックスを抱いている。
慎一の暮らす洋館や学校をスケッチしていたところを自衛隊に捕獲された。バハイラム王国のスパイだが、ドジなためスパイには全く向いていない。現在は慎一の学校でお抱え絵師として雇われている。今まで絵を描くときは木炭を使用していたが、慎一に画材提供を受けクレヨンで絵を描いている。
最近「月のモノ」と呼ばれる現象が始まった。まだ月のモノをコントロールできず、慎一を襲ったことがあった。
元々ウェアウルフは狩猟本能や闘争本能が強い種族だが、人間社会に組み込まれたことで狩猟本能や闘争本能を抑え込むように強要されている。そのため狩りをしたいという気持ちを他のものに打ち込むことで逸らしている。
アマテナ・ハーナイマン
バハイラムの情報部に勤める軍人で、エルビアの姉。三姉妹の次女。髪はエルビアと違い銀色。慎一をバハイラムに誘拐し、彼の持つ異世界の技術（映画など）を使って、子民の王父への忠誠心を高めようとする。戦闘能力は高く、美埜里の格闘術を軽くあしらうほど。懐柔できないと知った慎一を、頭に魔法具の楔を打ち込んで傀儡竜と同じ状態にしようとし、彼を救出に来たエルビアや美埜里、ミュセルと敵対する。しかし、最終的には考えを改め直し、バハイラムから脱出する慎一達をクラーラと共に見送った。11巻ではクラーラと共にバハイラム内部の粛清を逃れて慎一たちの屋敷にやって来る。
ジジレア・ハーナイマン
エルビアの姉で三姉妹の長女。アマテナと同じく軍人である。髪は金髪のショートカット。作中では名前が語られただけで長い間登場しなかったが、11巻にて初登場した。三姉妹の中では一番優秀で、生命の危機があると知りながら実の妹のアマテナを腐敗した軍上層部の粛清のために利用するなど、腹黒い面もある。
クラーラ・ベルバリス
アマテナの部下の獣娘。種族はウェアタイガー。アマテナの命令で慎一を籠絡すべく、抱かれようと彼に迫る。軍属のためか多少なりとも戦える模様。アマテナのことは「お姉様」と呼ぶ。バハイラムから脱出する慎一との別れの際、彼の頬にキスをした。11巻でアマテナと共に慎一たちの屋敷に逃れてきた際は、エルダントの目を欺くために、ミュセルと遠縁のメイドを装っていた。

## 用語
この項目では本作に登場する用語について記載する。本作にも登場する言葉は本作中用語に、本作にて用いられる用語ではないが当該状況について記述することが多い事象について、記述簡略化のために定義するものは本記事中用語に記載する。

### 本作中用語

#### 国家・組織
神聖エルダント帝国
本作の舞台となっている国。日本から見れば、異世界に存在する。首都はマリノス。ペトラルカの居城であるエルダント城はかなり巨大かつ広大で、侵入者対策も兼ねてか多数の部屋や通路が存在し、内部に詳しくない人間はすぐ迷ってしまうほど。城の地下の保管庫には後述の「駆逐する炎」といった危険物や重要物が置かれており、入口の扉は常時魔法で封印されている。
多種多様な種類の種族から成り立っている。このため、身分差別や民族差別が根付いている。一番上の種族は人間で、一番下はリザードマンとなっている。
富士の樹海で清掃ボランティアと地元警察が、神聖エルダント帝国へとつながっている穴を発見した。その事実を知った日本政府は、他国にばれないように秘密裏に調査隊を派遣し、神聖エルダント帝国と国交を樹立するのに成功した。
長年他国と紛争を行ってきたため、文化水準は中世西欧に酷似している。特に文化力に欠ける神聖エルダント帝国は、日本のオタク文化を取り入れることに合意する。また、識字率も低く庶民のほとんどは文字の読み書きができない。
日本の警察にあたる組織が存在しない。このため、国内のもめごとは全て神聖エルダント帝国の軍が片を付けている。日本政府はこの警察権を得ようとしていたが、慎一暗殺未遂事件の時に神聖エルダント帝国側に目論見がばれてしまった。
魔法に関して、神聖エルダント帝国では犯罪や反乱を防ぐ目的で厳密に管理されており、軍で攻撃魔法を覚えた者は覚えた魔法を勝手に他人へ教授してはならないと定められている。騎士以上の貴族階級の人間であれば勝手に教授をしても許される。
神聖エルダント帝国の軍に入った者はまず最初に「発火の魔法」「起風の魔法」「治癒の魔法」の3つを教えられる。殺傷力の強い魔法は階級が上がらないと教えられない。
バハイラム王国
神聖エルダント帝国の隣国で、長年神聖エルダント帝国と争いを続けている国。バハイラムとは古語で「家族」を意味する言葉。
この国では「国民は皆ひとつの家族である」という考えが根付いており、「王父様（おとうさま）」と呼ばれる国王を皆の父親として崇めている。国民は「子民（しみん）」と呼ばれ、工房や特別職に就いている人以外は農業に従事している。
適齢期に入ると、国王の決めた相手を結婚するのも決まりの一つである。結婚式は何十組かが合同で行う。また国王も結婚式に参加するため、結婚式は国から指定された日時に行われる。
元々あまり豊かな国ではなく、限られた水資源や食料を求めて痩せた土地を巡回移動するように暮らしていた。しかし、数代前の国王が国の方針を大きく変え富国強兵を推し進めていくようになった。その結果神聖エルダント帝国に匹敵する強力な国家へと成長することに成功した。
慎一を誘拐した目的は、オタク文化を使って国王への国民の忠誠心を今以上に高めさせるためだった。
極東文化交流推進局
日本政府が神聖エルダント帝国と国交を樹立する際に政府内に設置した組織。傘下に総合エンターテイメント商社アミュテックがある。
他国に神聖エルダント帝国の存在がばれないようにするため表立った活動はせず、更に政府内でもかなりごたごたしていることから必要最小限の人数、限られた予算で活動している。
お互い文化交流から始めていくことに合意したため、日本政府は最初陶器などの伝統文化関連を持ち込んだ。しかし反応がいまいちだったため、途中から比較的受けの良かったオタク文化に方針を切り替えた。その際に、「役人がかかわるとどうしてもずれてしまう」という意見があったため、民間人が代表を務めるアミュテック社を創設した。代表者を選ぶ時の条件は、「この世からふらっと消えても違和感のない、いつでも証拠ごと処分することができる人間」で、それに合致していた慎一を拉致に近い状態で異世界に連れ込んだ。
オタク文化による神聖エルダント帝国の文化侵略を企んでいたが、慎一にばれただけでなく神聖エルダント帝国側にも知られてしまったため、大胆な行動が取れなくなってしまった。しかしまだ、神聖エルダント帝国を文化侵略することは諦めておらず、ことあるごとに慎一を代表の座から下ろそうとする動きを見せている。
総合エンターテイメント商社アミュテック
日本政府と神聖エルダント帝国の共同出資により作られた異世界初の企業で、極東文化交流推進局の傘下に存在する半官半民企業である。代表は慎一が務めている。神聖エルダント帝国へのオタク文化輸出と、日本語、オタク文化の知識を教え広めるのを目的としている。
アミュテック社が管理運営しているオタク養成のための学校がある。
学校
アミュテック社が創設した、オタクを養成するための施設。神聖エルダント帝国では学校という概念が無かったため、国内初の教育機関となった。校長は美埜里が務めている。
できるだけ多くの人にオタク文化を楽しんでもらいたいという考えから、厳密な入学資格を設けず、学費は全てアミュテック社持ちにした結果、皇帝陛下肝いりの施設という噂も相まって、入学希望者は庶民から貴族まで1000人が応募した。1期生はその中から50人が選ばれた。
当初講師は慎一と美埜里の2人だったが、途中からはミュセルも講師として活躍している。
憂国士団ベイドゥナ
神聖エルダント帝国でテロ活動を行う反帝国組織。反帝国組織の中でも資金力、政治力共に少ない少数派のグループ。慎一の活動を心の侵略だとし反発している。本作でたびたび登場しており、1巻では学校で籠城事件を、6巻では貴族の子供を誘拐する事件を起こしている。
異世界
神聖エルダント帝国などのあるいわゆるファンタジーな世界。
実は地球の辿る可能性の1つが提示された世界。

#### 魔法
疾風の拳（ティフ・ムロッツ）
衝撃波を相手に叩き付ける類の攻撃魔法。後に慎一もミュセルに教えてもらい、使用できるようになった。
アニメでは第3話でミュセルが使用した。発射前には緑色の波動が螺旋状に発生する。
炎熱の華（イマルフ・ムールフ）
小説第1巻で憂国士団の1人が使用した攻撃魔法。火炎系で朱い球状の光を放ち、物理法則を無視して空間に浮かんでいる。
駆逐する炎（イマルフェ・ビスルペグゼ）
小説第1巻と第8巻およびアニメ第3話に登場する魔法兵器。本来は軍隊が使用するような武器であるが、憂国士団によって持ち込まれた。火炎系魔法兵器に分類され、校舎程度なら軽く吹き飛ばせるほどの破壊力を備えている。起動時には、「大義の名の下に、我この大威力を行使せん」（エルダント語では「ロフ・ア・エスアクドウーグ イア・エス・シス・レウオップ」）という呪文を詠唱する必要がある。
小説ではアレッシオが呪文を詠唱する前に人間界の消火器を使用され、起動しなかった。アニメでは呪文の詠唱を経て起動しており、「一度起動すると誰にも止められない」とペトラルカが発言しているが、こちらでも消火器を使用されて停止し、爆発しなかった。
また、小説第8巻では突如現れた「柱」を消滅させるために慎一が王城の地下に保管されていた1基を持ち出し、起動させている。

#### その他
超空間通路
日本と神聖エルダント帝国を結ぶ通路。日本は富士の樹海の奥、神聖エルダント帝国はマリノス郊外の草原に繋がっている。中の通路はとても狭いため一度に運べる量は少ない。
超空間通路の場所は最高機密の一つのため慎一にも知らされていなかったが、8巻の魔力低下事件の際に場所を知られることとなる。
魔章指輪
神聖エルダント帝国に存在する指輪。翻訳機の役割を果たすだけでなく、神聖エルダント帝国内での身分証も兼ねている。このため慎一たちにとってはこれが命綱に等しいものになっている。最小限だが魔力が無いと使用できない。指輪はガリウスの名義で発行されている。
フェイドラ
4巻の映画撮影の際に作られた偽ドラゴン。フェイドラは偽装（フェイク）ドラゴンの略称。元々名前がついていなかったが、ロイクに名づけられた。製作には建築物や金物細工が得意なドワーフの親が協力した。
5巻ではロイクとロミルダがいくつかの魔法を施し、空を飛べるように改良した。この改良のおかげで傀儡竜とほぼ互角に戦うことができ、慎一救出作戦の際に活躍した。また8巻では神聖エルダント帝国の新たな軍用兵器として使用してもらうため、さらに亜人種の地位向上に役立てるためにフェイドラの改良、研究を行っている場面が登場している。なおフェイドラの実用について神聖エルダント帝国側も前向きな姿勢を示している。
傀儡竜
バハイラム王国で研究されている兵器の一つ。ドラゴンを魔法により傀儡状態にし、操ることで兵器と化す。
考え方自体はかなり古くから存在していたが、殺すのも大変なドラゴンを生きたまま捕まえ、頭部に魔法具と呼ばれるドラゴンを操るための楔を打ち込むという作業は非常に困難だとされていた。
バハイラム王国では様々な生物を傀儡状態にする実験を行っている。また慎一がバハイラム王国に連れ去られたときに、言うことを聞かなかった慎一を実験台として傀儡状態にしようとした。
頭に刺さっている楔が弱点。
ガルド工房
ロミルダの父親が経営している工房。マリノスにある工房の中でも最大規模を誇り、武器や兵器から燭台や食器のような日用品まで様々なものを製造している。現在はフェイドラを神聖エルダント帝国の新たな軍用兵器として活用できるように研究を行っている。また、「ペトラルカ影武者作成計画」で使用されている人形の製造も引き受けている。
憂国士団による籠城事件
慎一が巻き込まれた事件。慎一が持ち込んだオタク文化が、今まで神聖エルダント帝国が築いてきた文化を破壊する侵略だとして、できたばかりの学校にいた慎一たちや数人の子供、視察に訪れていたペトラルカなど数十人を人質にとり籠城した。
慎一の機転により、犯人を全員捕まえるのに成功するが、ミュセルがペトラルカを狙って投げられたナイフを受けて重傷を負った。また、関係各所で責任追及が行われ、近衛騎士や警備関係の何人かが厳罰処分を受けた。以降ペトラルカが城の外に出る時は、一個小隊並みの護衛を連れ歩かなくてはならなくなった。
なお、主犯はベイドゥナであるがリーダーのアレッシオが持ち込んだ兵器「駆逐する炎（イマルフェ・ビスルペグゼ）」は、ベイドゥナのような資金力、政治力の少ない少数派組織が用意できるような兵器ではないことから、陰で協力した人物がいるということが示唆されている。この事件がきっかけでペトラルカのミュセルに対する考えが変わるようになり、慎一が日本政府の裏の意図に気付くことになった。
サッカー御前試合
神聖エルダント帝国で初めて行われたスポーツの祭典。アミュテック社が主催となった。神聖エルダント帝国内で常に起こる種族同士の衝突、学校内でいまいち受けの良くないスポーツものの漫画やアニメに人気を出すため、更に下級部族の地位向上などの解決のために慎一が提案し、神聖エルダント帝国に了承され開催された。
元々魔法の使用は禁止だったが、部族の特徴や身長などの差から、魔力を使わないと勝てない部族が出たことで魔法の使用を了承した結果、サッカー関係者が見たら卒倒しかねない乱闘に近い試合となってしまった。
第一回の試合は、自衛隊チーム・騎士団チーム・エルフ学生チーム・ドワーフ学生チーム・人間学生2チーム・ハーフエルフなどの混成チーム・リザードマンチームの8チームが出場し、優勝は騎士団チーム、準優勝はリザードマンチームという結果で終わった。
試合と同時にサッカー賭博も行われていた。市場の一番人気は「サッカーの本場」からやってきた自衛隊チームだったが、優勝は騎士団チーム、準優勝はリザードマンチームだったことで市場は大荒れとなった。このため、胴元のアミュテック社はもちろん、神聖エルダント帝国と日本政府の儲けはそれなりのものとなった。
テレビアニメではエルフ学生チームとドワーフ学生チームの2チームのみが出場し、決着をつかないまま終わった。
映画撮影
神聖エルダント帝国で初めて撮影された特撮映画。主演はペトラルカ。サッカー御前試合を行った際に、記録として自衛隊が撮影していた映像が、YouTubeやTwitterを通じて全世界に流出してしまったため、その映像をごまかすために制作された。元々はメイキング映像を何本か撮る予定だったが、ペトラルカが映画撮影にのめり込んでしまい公務に支障が出始めたため、本編を作成し撮影を終了させた。本編はエルダント城やその城下町の数か所で上映が行われたが、出演者が自分の演技を見て悶絶し暴れだしたため上映は中止、封印された。ところが城下町の上映取りやめが間に合わず、また最初の方を見逃した国民が「最初から見せろ」と暴動寸前にまで発展する騒ぎとなったため、城下町では連日上映が行われた。またエンディングでペトラルカが踊る踊りが国民の間で流行した。
腐の七日間
アミュテック社で語り継がれている事件（第7巻の短編に収録）。
美埜里が注文していたBL本が事故で届かず、また美埜里が部屋の鍵をスペアを含め全て部屋に閉じ込んでしまった。その結果、BL本（BL成分）に触れることができなくなったため、美埜里の精神は崩壊した。この事件によってペトラルカをはじめ、エルビアやガリウス、随伴の女性騎士やミュセルまでもが美埜里によってBLの洗脳を受け、さらに慎一と光流が彼女のコスプレの犠牲となった。
ペトラルカ影武者作成計画
憂国士団による籠城事件以降急務となっていたペトラルカの身の安全を図るために、神聖エルダント帝国とアミュテック社が協力して行っているプロジェクト。プロジェクトの指揮は慎一が執っている。
元々神聖エルダント帝国内でもペトラルカの身代わりとなる人物を探していたが、4巻の時に製作した映画によってペトラルカの顔が国民に知れ渡ってしまった。このため少し似ている程度ではすぐに別人とバレてしまうため、身代わり選びは難航していた。そこで慎一が提案したペトラルカの等身大フィギュアを作り、魔法を使い動かすことでペトラルカの身代わりをさせるという案が採用された。なお、ペトラルカの等身大フィギュアを作るのに、ガルド工房が全面協力をしている。

### 本記事中用語
慎一暗殺未遂事件
慎一の命が狙われた事件。日本政府の裏の意図、神聖エルダント帝国の文化的侵略を企んでいることに気付いた慎一が暴走したため、日本政府は陸上自衛隊中央即応集団特殊作戦群を神聖エルダント帝国に派遣、慎一を暗殺しようとした。日本政府の真の意図に気付いていたことと、その動きを予想していた神聖エルダント帝国は慎一を護るために軍を派遣し、全面戦闘に発展した。
最終的に自衛隊員全員が捕まったことと、ペトラルカが慎一と日本政府の高官（声 - 小杉十郎太）が話をしている時に、「聞こえているぞ」という意思表示を日本語でわざとしたことが功を奏し、慎一の処分は取り下げられた。
この出来事の後、日本政府は神聖エルダント帝国に対して慎重な動きを取らざるを得なくなったが、同時に慎一をアミュテック社の総支配人から引きずり下ろそうとする動きも出てくるようになった。
憂国士団による誘拐事件
神聖エルダント帝国内で発生した誘拐事件。憂国士団ベイドゥナが主犯。人質を解放する際の条件として身代金、アミュテック社の取り潰し、慎一の処刑、一部の罪人の解放を要求していた。犯人は慎一と光流が逃げた憂国士団を追いかけ、慎一が覚えたばかりの魔法を使用したことで全員捕まった。なお、羽車を引いていた大型鳥の頭には傀儡状態にするための楔が刺さっていたことから、陰でバハイラム王国が関与しているということが示唆されている。
神聖エルダント帝国魔力低下事件
神聖エルダント帝国で突如発生した事件。最初は一時的に魔力が低下し魔法が使えなくなる程度だったが、ある日突然一切の魔法が使えなくなり、エルフやドワーフが一斉に眠りについてしまった。これと同時期に超空間通路の上に巨大な「柱」が現れ、魔力を吸い込む巨大な渦が発生した。
事件発生当初は巨大な魔力の欠落に周囲の魔力が流れ込んでいるということまでしか分かっていなかったが、後の調査で超空間通路を通じて日本に魔力が流れ込んでいるのが判明したため対策が行われた。突然現れた巨大な「柱」は慎一とロロンが爆風消火の原理を用いて起動させた駆逐する炎を巨大な渦に向かって投げたことにより消滅した。

## 制作背景
新レーベル「講談社ラノベ文庫」の創刊にあたって、講談社ラノベ文庫編集部の渡辺協が榊一郎に参加を依頼したのが発端となっている。打ち合わせの中で渡辺は、自身が直前に読んでいた『ザ・ジャグル』が面白かったことから「SFでシリアスもいいですね」と発言し、それを聞いた榊が新たに作り上げたのが本作となっている。
タイトルでもある「アウトブレイク」は、本書の中では爆発的感染拡大を意味している。本書について著者の榊は、ファンタジーの企画を考えていた時に「何がファンタジー世界にあったら変かな」というところから考え始め、最終的に「エルフやドワーフ、ドラゴンやリザードマンがいる社会に株式会社があったら変だよな、その株式会社が漫画本などを扱っていると余計に変だよな」という発想から、連鎖的にこの話ができあがったと述べている。

## 評価
第1回ラノベ好き書店員大賞にて7位を獲得している。「電子書籍アワード2014」ライトノベル部門では9位を獲得している。
本作の評価として「『このライトノベルがすごい!』2014年版」では、「基本は萌えとコミカルだが、他作品であまり描かれていない文化の絡む駆け引きを理屈っぽくなく気軽に読めるのは大きい」として紹介されている。

## 既刊一覧

### 小説
講談社ラノベ文庫より刊行。日本国外においては、尖端出版（台湾）より翻訳版が刊行されている。
2013年10月には小説第9巻のドラマCD付き限定版の発売が発表された。
| タイトル | タイトル                                                    | 第1刷発行日（発売日）  | ISBN              |
| -------- | ----------------------------------------------------------- | ---------------------- | ----------------- |
| 1        | アウトブレイク・カンパニー 萌える侵略者1                    | 2011年12月2日（同日）  | 978-4-06-375203-8 |
| 2        | アウトブレイク・カンパニー 萌える侵略者2                    | 2011年12月28日（同日） | 978-4-06-375211-3 |
| 3        | アウトブレイク・カンパニー 萌える侵略者3                    | 2012年5月2日（同日）   | 978-4-06-375237-3 |
| 4        | アウトブレイク・カンパニー 萌える侵略者4                    | 2012年8月31日（同日）  | 978-4-06-375255-7 |
| 5        | アウトブレイク・カンパニー 萌える侵略者5                    | 2012年11月30日（同日） | 978-4-06-375271-7 |
| 6        | アウトブレイク・カンパニー 萌える侵略者6                    | 2013年5月2日（同日）   | 978-4-06-375306-6 |
| 7        | アウトブレイク・カンパニー 萌える侵略者7                    | 2013年8月30日（同日）  | 978-4-06-375323-3 |
| 8        | アウトブレイク・カンパニー 萌える侵略者8                    | 2013年11月1日（同日）  | 978-4-06-375337-0 |
| 9        | アウトブレイク・カンパニー 萌える侵略者9                    | 2014年2月28日（同日）  | 978-4-06-375340-0 |
| 9        | アウトブレイク・カンパニー 萌える侵略者9 ドラマCD付き限定版 | 2014年2月28日（同日）  | 978-4-06-358484-4 |
| 10       | アウトブレイク・カンパニー 萌える侵略者10                   | 2014年5月30日（同日）  | 978-4-06-375359-2 |
| 11       | アウトブレイク・カンパニー 萌える侵略者11                   | 2014年10月2日（同日）  | 978-4-06-375360-8 |
| 12       | アウトブレイク・カンパニー 萌える侵略者12                   | 2015年2月27日（同日）  | 978-4-06-381443-9 |
| 13       | アウトブレイク・カンパニー 萌える侵略者13                   | 2015年7月31日（同日）  | 978-4-06-381463-7 |
| 14       | アウトブレイク・カンパニー 萌える侵略者14                   | 2015年12月2日（同日）  | 978-4-06-381505-4 |
| 15       | アウトブレイク・カンパニー 萌える侵略者15                   | 2016年7月1日（同日）   | 978-4-06-381521-4 |
| 16       | アウトブレイク・カンパニー 萌える侵略者16                   | 2016年12月2日（同日）  | 978-4-06-381552-8 |
| 17       | アウトブレイク・カンパニー 萌える侵略者17                   | 2017年3月31日（同日）  | 978-4-06-381591-7 |
| 18       | アウトブレイク・カンパニー 萌える侵略者18                   | 2017年8月2日（同日）   | 978-4-06-381611-2 |
| 外伝     | アウトブレイク・カンパニー 萌える侵略者 外伝!               | 2018年8月2日（同日）   | 978-4-06-512948-7 |

### 漫画版
『good!アフタヌーン』（講談社）25号（月刊化第1号、2012年11月発売）から2014年12月号まで連載された。漫画は梶谷きりが担当している。なお、漫画を担当する梶谷きりは本作が連載デビュー作となる。
| タイトル | タイトル                                 | 発売日        | ISBN              |
| -------- | ---------------------------------------- | ------------- | ----------------- |
| 1        | アウトブレイク・カンパニー 萌える侵略者1 | 2013年9月6日  | 978-4-06-387916-2 |
| 2        | アウトブレイク・カンパニー 萌える侵略者2 | 2013年10月7日 | 978-4-06-387925-4 |
| 3        | アウトブレイク・カンパニー 萌える侵略者3 | 2014年6月6日  | 978-4-06-387975-9 |
| 4        | アウトブレイク・カンパニー 萌える侵略者4 | 2015年1月7日  | 978-4-06-388027-4 |

## アプリ
「嫁コレ」（スマートフォン用）
講談社ラノベ文庫のメディアミックス展開の一環としてBIGLOBEと連携したことによるものであり、講談社ラノベ文庫作品のキャラクターをBIGLOBEのスマートフォン用アプリ「嫁コレ」のコンテンツとして登場させていくもの。アウトブレイク・カンパニーはこの企画の第二弾として登場した。また、2014年にはアニメの声優が声を当てたキャラクターの配信が始まっている。

登場キャラクター
- ペトラルカ（声 - 阿久津加菜 / リリース日 - 2012年3月9日）
- ミュセル・フォアラン（声 - 三森すずこ / リリース日 - 2014年3月7日）
- ペトラルカ・アン・エルダント三世（声 - 渕上舞 / リリース日 - 2014年4月11日）

## テレビアニメ
| 原作                          | 榊一郎「アウトブレイク・カンパニー 萌える侵略者」（講談社ラノベ文庫刊）          |
| 原作イラスト キャラクター原案 | ゆーげん                                                                         |
| 監督                          | 及川啓                                                                           |
| シリーズ構成                  | 荒川稔久                                                                         |
| キャラクターデザイン          | 豆塚隆                                                                           |
| メインアニメーター            | 山崎正和、佐藤篤志                                                               |
| 美術監督                      | 池之上由紀                                                                       |
| 色彩設計                      | 岩井田洋                                                                         |
| 撮影監督                      | 中村雄太                                                                         |
| 編集                          | 平木大輔                                                                         |
| 音響監督                      | えのもとたかひろ                                                                 |
| 音楽                          | 井内啓二                                                                         |
| プロデューサー                | 田中潤一朗、高取昌史、有本充利 新宿五郎、相田武一郎、川崎とも子                  |
| アニメーションプロデューサー  | 瀧ヶ崎誠                                                                         |
| アニメーション制作            | feel.                                                                            |
| 製作協力                      | ポニーキャニオン、講談社 ダックスプロダクション ポニーキャニオンエンタープライズ |
| 製作                          | OBC製作委員会、TBS                                                               |

2013年5月にテレビアニメ化決定が発表され、『アウトブレイク・カンパニー』のタイトルで同年10月から12月までTBSほかにて放送された。
テレビアニメ化について、著者の榊は「著作のアニメ化は5作品目であり、今回は脚本などには噛まずに小説に専念する」と述べている。講談社ラノベ文庫のテレビアニメ化発表は2作品目であるが、1作品目の『彼女がフラグをおられたら』より半年早く放送された。
放送開始に先駆け、2013年9月17日には本作の情報番組である『OBCテレビ！』が、10月3日には『アウトブレイク・カンパニー ミモセル・陛下のOBCテレビ2！！ 〜祝！放送当日1時間スペシャル!!〜』が、11月16日には『アウトブレイク・カンパニー 慎一・ミモセルのOBCテレビ3！！！』がそれぞれニコニコ生放送にて配信された。出演は、『OBCテレビ1』と『OBCテレビ2』が三森すずこ・渕上舞、『OBCテレビ3』は花江夏樹・三森すずことなっている。

### 主題歌
オープニングテーマ「ユニバーページ」
作詞・作曲 - 渡辺翔 / 編曲 - 増田武史 / 歌 - 三森すずこ
エンディングテーマ「私の宝石箱」
作詞・作曲・編曲 - ゆうゆ / 歌 - ペトラルカ・アン・エルダント三世（渕上舞）
挿入歌「Magical Lucky LOVE」（第3話）
作詞 - マイクスギヤマ / 作曲・編曲 - 井内啓二 / 歌 - ちよこ

### 各話リスト
| 話数 | サブタイトル         | シナリオ   | コンテ   | 演出              | 作画監督                                                                    | 総作画監督                          | 使用原作     | 放送日時       |
| ---- | -------------------- | ---------- | -------- | ----------------- | --------------------------------------------------------------------------- | ----------------------------------- | ------------ | -------------- |
| 1.   | 気が付けば異世界     | 荒川稔久   | 及川啓   | 松下周平          | 佐藤篤志、枡田邦彰 村山公輔、清水祐実 佐藤元昭                              | 豆塚隆                              | 第1巻        | 2013年 10月3日 |
| 2.   | 萌えるお世話係       | 荒川稔久   | 及川啓   | 小林浩輔          | 小関雅                                                                      | 山崎正和、枡田邦彰                  | 第1巻        | 10月10日       |
| 3.   | 汝の名は侵略者       | 荒川稔久   | 佐野隆史 | 吉田りさこ        | 山村俊了、山本善哉                                                          | 清水祐実、枡田邦彰 山崎正和         | 第1巻        | 10月17日       |
| 4.   | ケモノなスパイ       | 大知慶一郎 | 及川啓   | 岩崎光洋 池端隆史 | 小澤円、鎌田均 梶浦紳一郎                                                   | 村山公輔、山崎正和                  | 第1巻・第2巻 | 10月24日       |
| 5.   | やっぱり異世界       | 小鹿りえ   | 及川啓   | 嵯峨敏            | 吉井碧、星野玲香 藤井結                                                     | 枡田邦彰、山崎正和 佐藤元昭         | 第2巻・第3巻 | 10月31日       |
| 6.   | サッカー…サッカー?   | 大知慶一郎 | 高橋丈夫 | 小林浩輔          | 出野喜則、千葉充                                                            | 新田靖成                            | 第3巻        | 11月7日        |
| 7.   | メイド イン ジャパン | 荒川稔久   | 及川啓   | 岩崎光洋          | 山本善哉、高原修司 川島尚、北村友幸 重本和佳子、金井裕子 辻上彩華           | 枡田邦彰、山崎正和 村山公輔、豆塚隆 | オリジナル   | 11月14日       |
| 8.   | 皇帝陛下の憂鬱       | 玉井☆豪    | 田所修   | 松下周平          | 山村俊了、近藤勇次 松本朋之                                                 | 枡田邦彰、山崎正和 豆塚隆           | オリジナル   | 11月21日       |
| 9.   | 水着の黙示録         | 大知慶一郎 | 川崎逸朗 | 荒井省吾          | 北村友幸、佐藤元昭 重本和佳子、佐藤篤志 藤井結                              | 新田靖成                            | 第7巻        | 11月28日       |
| 10.  | 魔法少女ペトラルカ   | 荒川稔久   | 平川哲生 | 嵯峨敏            | 大村将司、佐藤元昭 重本和佳子、藤井結                                       | 枡田邦彰、山崎正和 村山公輔         | 第4巻        | 12月5日        |
| 11.  | 深く静かに陰謀せよ   | 玉井☆豪    | 田所修   | 柳瀬雄之          | 渡辺るりこ、徳田夢之介                                                      | 枡田邦彰、山崎正和 村山公輔         | 第2巻        | 12月12日       |
| 12.  | 侵略者を撃て!        | 荒川稔久   | 及川啓   | 松下周平 荒井省吾 | 山村俊了、北村友幸 藤井結、重本和佳子 村山公輔、山崎正和 枡田邦彰、佐藤元昭 | 豆塚隆、新田靖成                    | 第2巻        | 12月19日       |

### 放送局

#### 日本国内
| 放送地域   | 放送局         | 放送期間                       | 放送日時                     | 放送系列 | 備考             |
| ---------- | -------------- | ------------------------------ | ---------------------------- | -------- | ---------------- |
| 関東広域圏 | TBSテレビ      | 2013年10月3日 - 12月19日       | 金曜 1:28 - 1:58（木曜深夜） | TBS系列  | 製作局           |
| 近畿広域圏 | 毎日放送       | 2013年10月7日 - 12月23日       | 火曜 3:25 - 3:55（月曜深夜） | TBS系列  |                  |
| 中京広域圏 | 中部日本放送   | 2013年10月10日 - 2014年1月9日  | 金曜 2:38 - 3:08（木曜深夜） | TBS系列  |                  |
| 日本全域   | BS-TBS         | 2013年10月12日 - 12月28日      | 日曜 1:00 - 1:30（土曜深夜） | BS放送   |                  |
| 日本全域   | TBSチャンネル1 | 2013年10月26日 - 2014年1月11日 | 土曜 22:30 - 23:00           | CS放送   | リピート放送あり |

| 放送地域 | 放送局             | 放送期間                      | 放送日時                   | 放送系列   | 備考 |
| -------- | ------------------ | ----------------------------- | -------------------------- | ---------- | ---- |
| 日本全域 | ニコニコ生放送     | 2013年10月15日 - 12月31日     | 火曜 23:30 - 水曜 0:00     | ネット配信 |      |
| 日本全域 | ニコニコチャンネル | 2013年10月16日 - 2014年1月1日 | 水曜 0:00 更新（火曜深夜） | ネット配信 |      |
| 日本全域 | バンダイチャンネル | 2013年10月23日 - 2014年1月8日 | 水曜 12:00 更新            | ネット配信 |      |

#### 日本国外
| 放送地域 | 放送局      | 放送期間                 | 放送日時                     | 放送系列                                 | 備考                                                    |
| -------- | ----------- | ------------------------ | ---------------------------- | ---------------------------------------- | ------------------------------------------------------- |
| 韓国全域 | ANIPLUS     | 2013年10月8日 - 12月24日 | 水曜 0:30 - 1:00（火曜深夜） | CS放送・IP放送 ケーブルテレビ ネット配信 | 19歳以上視聴可で放送 韓国語字幕あり                     |
| 香港     | 無綫電視 J2 | 2014年4月21日 - 7月7日   | 火曜 0:00 - 0:30（月曜深夜） | 地上波放送                               | UTC+8 広東語&日本語放送 繁体字字幕あり リピート放送あり |

| 放送地域       | 放送局      | 放送期間                 | 放送日時                   | 放送系列   | 備考                 |
| -------------- | ----------- | ------------------------ | -------------------------- | ---------- | -------------------- |
| 北米           | Crunchyroll | 2013年10月6日 - 12月22日 | 月曜 1:00 更新（日曜深夜） | ネット配信 | 英語字幕あり         |
| スペイン語圏   | Crunchyroll | 2013年10月6日 - 12月22日 | 月曜 1:00 更新（日曜深夜） | ネット配信 | スペイン語字幕あり   |
| ポルトガル語圏 | Crunchyroll | 2013年10月6日 - 12月22日 | 月曜 1:00 更新（日曜深夜） | ネット配信 | ポルトガル語字幕あり |
| フランス       | Crunchyroll | 2013年10月6日 - 12月22日 | 月曜 1:00 更新（日曜深夜） | ネット配信 |                      |

### 関連商品

#### BD / DVD
全6巻。日本国外においては北米地域においてADヴィジョン系列のSentai Filmworksがライセンスを取得しており、2014年より発売している。
| 巻  | 発売日         | 収録話          | 規格品番   | 規格品番   |
| 巻  | 発売日         | 収録話          | BD         | DVD        |
| --- | -------------- | --------------- | ---------- | ---------- |
| 1   | 2013年12月18日 | 第1話 - 第2話   | PCXE-50331 | PCBE-54411 |
| 2   | 2014年1月15日  | 第3話 - 第4話   | PCXE-50332 | PCBE-54412 |
| 3   | 2014年2月19日  | 第5話 - 第6話   | PCXE-50333 | PCBE-54413 |
| 4   | 2014年3月19日  | 第7話 - 第8話   | PCXE-50334 | PCBE-54414 |
| 5   | 2014年4月30日  | 第9話 - 第10話  | PCXE-50335 | PCBE-54415 |
| 6   | 2014年5月21日  | 第11話 - 第12話 | PCXE-50336 | PCBE-54416 |
| BOX | 2016年7月20日  | 第1話 - 第12話  | PCXE-60132 | -          |

#### CD
| 発売日         | タイトル                                                                         | 規格品番                                 |
| -------------- | -------------------------------------------------------------------------------- | ---------------------------------------- |
| 2013年10月23日 | ユニバーページ                                                                   | PCCG-1371（初回盤） PCCG-70195（通常盤） |
| 2013年11月6日  | 私の宝石箱                                                                       | PCCG-70196                               |
| 2013年11月20日 | TVアニメ「アウトブレイク・カンパニー」オリジナルサウンドトラックアルバム         | PCCG-1373                                |
| 2013年12月11日 | TVアニメ「アウトブレイク・カンパニー」キャラクターソング・ミニアルバム           | PCCG-1377                                |
| 2023年11月20日 | アウトブレイク・カンパニー オリジナルサウンドトラック (10th Anniversary Edition) | 配信限定                                 |

## ラジオ
『アウトブレイク・カンパニー OBCラジオ』のタイトルでラジオ大阪、HiBiKi Radio Station・AG-ON（ネット配信）にて放送された。10月からは文化放送 超!A&G+でも放送された。パーソナリティは、三森すずこ（ミュセル・フォアラン役）、渕上舞（ペトラルカ・アン・エルダント三世役）。なお、番組ロゴの「OBC」はラジオ大阪のものをそのまま使っている。

### 放送局（ラジオ）
| 放送地域   | 放送局               | 放送期間                       | 放送日時                            | 放送系列   | 備考                        |
| ---------- | -------------------- | ------------------------------ | ----------------------------------- | ---------- | --------------------------- |
| 近畿広域圏 | ラジオ大阪           | 2013年9月12日 - 2014年3月27日  | 木曜 23:30 - 24:00                  | NRN系      | 企画・制作 1314 V-STATION枠 |
| 日本全域   | HiBiKi Radio Station | 2013年9月13日 - 2014年3月28日  | 金曜 更新                           | ネット配信 |                             |
| 日本全域   | AG-ON                | 2013年9月13日 - 2014年3月28日  | 金曜 更新                           | ネット配信 |                             |
| 日本全域   | 超!A&G+              | 2013年10月10日 - 2014年3月28日 | 木曜 18:30 - 19:00 金曜 6:30 - 7:00 | ネット配信 | 第5回より放送               |

### コーナー
世界を救え！萌えバトル！
番組から出されたテーマに対する萌えゼリフをリスナーから送ってもらい、その中から素晴らしいと思うモノを3つ選び先方、中堅、大将の順で対決する。先方、中堅はリスナーから送られた萌えゼリフを、大将は毎回自分で考えたセリフを読む。先に2勝した方が勝者となる。
エルダント流 オタク用語の基礎知識!?
世の中にある様々なオタク用語の意味を勝手に想像し、理解していくコーナー。
皇帝のわがまま！
毎回ペトラルカ・アン・エルダント三世こと渕上舞から、リスナーこと国民に対して命令が発令され、その発令内容を実際に実行する。国民の代表である三森すずこも（できるだけ）実行する。
神聖エルダント帝国からのお触れ
毎回アニメや原作本などの情報を、神聖エルダント帝国からのお触れとして紹介していくコーナー。

### ゲスト
- 花江夏樹（加納慎一役：第13回・第14回、渕上舞が仕事の関係で出演できなかったためピンチヒッターとして出演）
- 本多真梨子（ロミルダ・ガルド役：第20回・第21回、三森すずこが仕事の関係で出演できなかったためピンチヒッターとして出演）

### ラジオCD
OBCラジオ第11回「神聖エルダント帝国からのお触れ」内でラジオCDの制作が発表された。内容はOBCラジオの放送開始から11月末までの期間に放送された中から厳選したトークと録りおろし。HMVとローソン限定で発売される。
| タイトル                                            | 発売日         | 商品番号  | 備考 |
| --------------------------------------------------- | -------------- | --------- | --- |
| アウトブレイク・カンパニー OBCラジオCD 〜萌え篇〜   | 2013年12月25日 | OBC131201 | ジャケットイラストが異なる。内容は同じ。 2014年2月2日に行われる番組公開イベントの参加応募券が封入されている。 |
| アウトブレイク・カンパニー OBCラジオCD 〜サンタ篇〜 | 2013年12月25日 | OBC131202 | ジャケットイラストが異なる。内容は同じ。 2014年2月2日に行われる番組公開イベントの参加応募券が封入されている。 |

## イベント

### コラボカフェ
アウトブレイク・カンパニー×ザ・グランヴァニア
ザ・グランヴァニアとのコラボイベント。2013年11月14日から11月24日までの期間中、アウトブレイク・カンパニーの世界観を再現しており、劇中に登場するフードや各キャラクターをイメージしたドリンクなどが期間限定で登場している。また店内でエルダント帝国紋章旗や、場面シーンギャラリー、設定資料などの展示を併せて行った。
アウトブレイク・カンパニー×JAM AKIHABARA
JAM AKIHABARAとのコラボイベント。2013年12月2日から12月9日までの期間中、アウトブレイク・カンパニーの世界観を再現しており、各キャラクターをイメージしたフードやアルコールドリンクなどが期間限定で登場している。また店内でエルダント帝国紋章旗や場面シーンギャラリー、劇中に登場するシーンの再現や設定資料などの展示を併せて行った。

### その他（イベント）
アウトブレイク・カンパニー アミュテック-秋の一斉入社試験-
2013年11月2日に行われた。アニメイト・ゲーマーズ・とらのあな全店でBD / DVD第1巻を予約し、抽選で当選した人が対象。三森すずこ、渕上舞、内田真礼によるトークショーの他にお渡し会、アウトブレイク・カンパニーに関わるテストを実施した。
キャラクタートレーディングカード配布
2013年11月16日からの期間限定で行われた。全6種類のキャラクタートレーディングカードを秋葉原にある全16店舗で配布を実施した。各店舗ごとに配布の条件が異なる。